# Falschmeldung
Eine Falschmeldung, im Bereich der Druckmedien auch umgangssprachlich „Zeitungsente“ genannt, ist eine unzutreffende Nachrichtenmeldung. Sie entsteht durch die fehlerhafte oder nachlässige Recherche eines Journalisten oder wird von Journalisten, amtlichen Stellen, Politikern, Unternehmen, Privatpersonen und anderen Informanten absichtlich (Fake News) verbreitet. Abzugrenzen sind davon für den Rezipienten in der Regel klar erkennbare Aprilscherze sowie weitere Nachrichtensatiren. Der Duden definiert Falschmeldung als „Meldung, Nachricht, die nicht dem wirklichen Sachverhalt entspricht, ihm widerspricht“.

## Pressekodex und Presserecht
Im deutschen journalistischen Ehrenkodex ist die Verpflichtung zur Wahrheit und die besondere Sorgfalt zur Vermeidung falscher oder irreführender Meldungen allgemein anerkannt. Dazu gehört auch die Pflicht, Falschmeldungen zu korrigieren, beispielsweise durch Veröffentlichung einer Berichtigung oder Gegendarstellung in der nächsten Ausgabe der Publikation. Medienrechtlich besteht zwar oft eine journalistische Sorgfaltspflicht; ein strafbewehrtes allgemeines Verbot von Falschmeldungen besteht dagegen in der Regel genauso wenig wie ein Gesetz gegen die Äußerung von Unwahrheiten außerhalb der Presse. Straftaten, die gegen das Gebot der Wahrhaftigkeit verstoßen (beispielsweise Verleumdung oder Betrug), sind auch in den Massenmedien verboten. Sobald eine Falschmeldung als solche erkannt wurde, geben Nachrichtenagenturen eine Eilmeldung mit aufklärendem oder korrigierendem Inhalt heraus.

## Anspruch auf Berichtigung
Gegen Falschmeldungen gibt es einen zivilrechtlichen Anspruch auf eine Berichtigung gegen die Publikation, die die unzutreffende Meldung verbreitet hat. Den Anspruch hat derjenige (Person, Unternehmen, Partei, Verein, Organ etc.), der von der nachweislich falschen Meldung betroffen ist und dadurch fortdauernd in seinem Persönlichkeitsrecht verletzt wird. Unabhängig vom Wahrheitsgehalt der Behauptungen hat jedermann ein Recht auf Gegendarstellung. Die Gegendarstellung erscheint zwar ebenfalls im betreffenden Presseorgan, muss aber vom Betroffenen selbst verfasst werden und hat daher in der öffentlichen Wahrnehmung auch nur den Charakter einer Stellungnahme. Zeitungen ergänzen sie beispielsweise manchmal durch den Hinweis, dass sie an ihrer eigenen Darstellung der Fakten festhalten, was bei einer Berichtigung nicht möglich wäre. Die Gegendarstellung muss allerdings an derselben Stelle in der Publikation wie die Falschmeldung und in entsprechender Größe platziert werden (Falschmeldung war auf der Titelseite, somit muss die Gegendarstellung auch auf die Titelseite).
Insbesondere im angelsächsischen Raum werden auch weitaus geringere Vergehen und auch Flüchtigkeitsfehler korrigiert. So soll bei der New York Times die Korrekturspalte zu den meistgelesenen Texten der Zeitung gehören. Ebenso führte der Schweizer Ringier-Verlag eine so genannte „Fairness“-Rubrik ein, in der nach umstrittener Recherche eine Gegenposition dargestellt wird. Kritiker wie der Medienwissenschaftler Michael Haller bemängeln dagegen den Deutschen Presserat als intransparent und als „zahnlosen Tiger“.

## Notverordnung und Einschränkung der Pressefreiheit
In Deutschland ermöglichten in der Weimarer Republik Notverordnungen verschiedene Gegenmaßnahmen gegen Falschmeldungen: Allein 1931 wurden wegen Falschmeldungen 516 Zeitungsverbote auf Grundlage der Republikschutzgesetze und 379 mittels Notverordnungen erlassen. Das betraf insbesondere Medien, die zu Ungehorsam gegen bestehende Gesetze aufriefen, aber auch solche, in denen mittels Falschaussagen Organe, Einrichtungen, Behörden oder leitende Beamte des Staates angegriffen wurden. Nach Hitlers Machtergreifung trat am 4. Februar 1933 die Verordnung des Reichspräsidenten zum Schutze des Deutschen Volkes in Kraft. Hiermit wurde unter anderem nicht nur das Grundrecht auf Meinungs- und Pressefreiheit beseitigt, sondern explizit auch die Verbreitung „unrichtiger Nachrichten“ verboten. Was richtig und was falsch war, bestimmte künftig das Reichsministerium für Volksaufklärung und Propaganda.

## „Fake News“
Als „Fake News“ (auch Fake-News oder Fakenews; englisch fake news) werden in der Regel absichtlich verbreitete beziehungsweise veröffentlichte Falschmeldungen bezeichnet, die sich überwiegend im Internet, insbesondere in sozialen Netzwerken und anderen sozialen Medien zum Teil „viral“ verbreiten und mitunter auch von Journalisten aufgegriffen werden. Anfang 2017 wurde der Begriff zum Anglizismus des Jahres 2016.